# Меню «Пуск»
Меню «Пуск» — елемент інтерфейсу користувача, що використовується в Microsoft Windows, починаючи з Windows 95, Windows Server, Linux та в деяких інших операційних системах. Це меню головним чином забезпечує доступ до встановлених на комп'ютері програм, налаштувань операційної системи, та керування сеансами роботи. Воно має різні назви в різних операційних системах і віконних менеджерах, як-от Kickoff Application Launcher у KDE, Dash у GNOME та Unity, й екран «Пуск» у Windows 8 та Windows 8.1.
Традиційно меню «Пуск» надає користувачеві налаштовуваний вкладений список програм для запуску, а також список нещодавно відкритих у них документів, спосіб знайти файли й отримати допомогу, доступ до налаштувань системи та керування живленням. Пізніші поліпшення через Windows Desktop Update включають доступ до спеціальних папок на кшталт «Мої документи» та «Вибране» (браузерні закладки). У Windows XP меню «Пуск» було розширено для охоплення різних підпапок Моїх документів (включно з Моєю музикою та Моїми зображеннями) і пересадження елементів на кшталт Мого комп'ютера і Мережного оточення зі стільниці Windows. До Windows Vista меню «Пуск» постійно розширювалося по всьому екрану, коли користувач переміщався його каскадними підменю. У Windows 8 та Windows 8.1 відбулася спроба впровадити замість меню вікно з аналогічними функціями. В Windows 10 було повернено колишнє меню, доповнене плитками, де відображається інформація з різних застосунків.

## Microsoft Windows
У Microsoft Windows меню «Пуск» у тій чи іншій формі з'являлося у Windows 9x, Windows NT 4.0 та всіх подальших версіях родини Windows NT, а також Windows CE, Windows Mobile та Windows Phone.

### Перша версія
Меню «Пуск» було впроваджено у Windows 95 та Windows NT 4.0, але над ним працювали у Microsoft з 1992 року, спочатку позначеним як «Система» для тестувальників того часу. Воно було зроблено для подолання недоліків Диспетчера програм у попередніх операційних системах. Диспетчер програм складався з багатодокументного інтерфейсу (MDI), який дозволяв користувачам відкривати окремі «групи програм», а потім виконувати ярлики програм, які містилися в них. Йому бракувало здатності вкладати одні групи в інші.
Windows 95 і Windows NT 4.0 замінили Диспетчер програм стільницею та меню «Пуск». Останнє було порівняно в дечому з меню Apple в операційних системах Mac OS і не мало згаданих обмежень Диспетчера програм: бувши меню, воно дозволяло вкладене групування, зберігаючи лише одну групу відкритою одночасно. Елементи могли також додаватися до меню «Пуск» їх перетягуванням і киданням. Меню також пропонувало здатність вимкнення та виходу з їхнього комп'ютера.
Пізніші розробки в Internet Explorer і подальші випуски Windows уможливили налаштування меню «Пуск», а також доступ і розширення Вибраного Internet Explorer, Моїх документів і Інструментів адміністрування (Windows 2000 та пізніші) з меню «Пуск».
Хоча Windows XP та Windows Server 2003 впровадили нову версію меню «Пуск», вони пропонували можливість перемкнутися назад до цієї версії меню «Пуск». Ця версія меню «Пуск» також доступна у Windows Vista та Windows Server 2008. Проте, вона відсутня у Windows 7, Windows Server 2008 R2 та інших, пізніших випусках Windows.

### Друга версія
Перший капітальний ремонт меню «Пуск» було впроваджено у Windows XP, а пізніше включено до Windows Server 2003. Меню «Пуск» було розширено до двох колонок: ліва колонка зосереджується на встановлених програмах, тоді як права забезпечує доступ до Моїх документів, Моїх зображень, Моєї музики та інших спеціальних папок. Ця колонка також включає ярлики для Комп'ютера та Мережі (Мережне оточення у Windows 95 і 98), які розміщувалися на Стільниці в попередніх версіях Windows. Вміст цієї колонки міг налаштовуватися. Часто використовувані програми автоматично відображалися у лівому меню. Користувачі можуть «прикріпити» програми до цього боку меню «Пуск», і таким чином вони завжди доступні. Елемент підменю внизу цієї колонки надає доступ до всіх елементів меню «Пуск». Коли цей елемент меню вибирається, список прокручування програм меню «Пуск» замінює список користувачів і нещодавніх.
Windows Vista та її послідовники додавали незначні зміни до меню. До Windows Vista та Windows Server 2008 меню «Пуск» складалося зі групи меню та підменю, що каскадувалися та розширювалися, затіняючи спочатку видимі частини екрану під ними. У Windows Vista, однак, каскадні меню були замінені розсувним вікном на лівій панелі меню «Пуск». Щоразу при натисканні на елементі «Всі програми» вміст лівої панелі ковзав за лівий край меню «Пуск», а меню «Всі програми» ковзало від правого краю лівої колонки. Це меню представляє дерево вибору своєї ієрархії, що розгортається донизу, з вертикальною смугою прокрутки за необхідності. Також доданим у Windows Vista є поле Пошуку, що дозволяє користувачам шукати ярлики меню «Пуск» або інші файли та папки. Поле пошуку характеризується інкрементним пошуком: якщо індексація не вимкнене, поле пошуку повертає результати на льоту, коли користувач набирає у нього. Оскільки знайдені елементи можуть негайно відкриватися, поле пошуку меню «Пуск» замінює функціонал команди «Виконати» з попередніх версій Windows. Команда «Виконати» також може додаватися окремо до правої колонки меню «Пуск». У Windows 7 та Windows Server 2008 R2 панель результатів пошуку охоплює обидві колонки меню «Пуск». Поле пошуку розширене для підтримки пошуку елементів Панелі керування. Права колонка у Windows 7 посилається на Бібліотеки замість звичайних папок. Однак найголовнішим є те, що елементи меню «Пуск» підтримують Списки переходів через каскадні кнопки на них праворуч. На відміну від попередніх версій, можливість повернутися до «Класичного» дизайну меню «Пуск» більше недоступна.

### Третя версія
На Windows 8 та Windows Server 2012 було впроваджено оновлення меню «Пуск», відоме як «Екран „Пуск“». Воно охоплює весь екран і більше не має правої колонки. Воно показує набагато більші плитки програм і, за можливості, відображає динамічний вміст, наданий програмою, просто на самій плитці (відомій як «жива плитка»), поводячи подібно до віджету. Наприклад, жива плитка поштового клієнту може відображати кількість непрочитаних листів. Екран «Пуск» дозволяє користувачам видаляти їхні програми шляхом натискання правої кнопки миші на них і вибору «Видалити». Прикріплені застосунки можуть розміщуватися у групах. Поле пошуку спочатку приховане, але може з'являтися після натискання кнопки пошуку на панелі принад, а також може з'являтися, отримавши введення з клавіатури. Виправдовуючи свою назву, екран «Пуск» є першим екраном, який користувач бачить після входу.
Ідею повноекранного Пуску можна простежити до Windows Neptune, коли Microsoft спочатку розглядала «сторінку „Пуск“», яка інтегрувалася зі стільницею Windows через Active Desktop. Це меню має свої корені у Windows Mobile та Windows Phone: у Windows Mobile Standard, яка працює на смартфонах, меню «Пуск» виробляє окремий екран піктограм. Windows Phone була початковим господарем принципів дизайну третього покоління меню «Пуск».
Екран «Пуск» більше не підтримує деякі попередньо доступні можливості. Список нещодавно запущених програм або ярликів на спеціальні папки більше не з'являються на екрані «Пуск». Він більше не підтримує понад один рівень укладення для груп у розрізі «Всі програми». Підтримка перетягування та кидання для додавання нових елементів до меню, як і реорганізація вмісту розрізу «Всі програми», більше недоступні. На додачу, вперше в історії Windows, меню «Пуск» у стоковій інсталяції Windows 8, Windows Server 2012, Windows 8.1 чи Windows Server 2012 R2 не надає жодної можливості для вимкнення, перезапуску чи активації режиму сну чи гібернації, змушуючи користувачів використовувати кнопку налаштувань на панелі принад для виконання цих дій. Оновлення квітня 2014 року для Windows 8.1 та Windows Server 2012 R2 відновлює останню.

### Четверта версія
Windows 10 пере-впровадила меню «Пуск» у переглянутому вигляді. Воно використовує двоколонний дизайн, подібний до версії Windows 7, за винятком наповнення правого боку плитками подібно до екрану «Пуск» Windows 8. Застосунки можуть прикріплюватися до правої половини, а їхні відповідні плитки можуть змінювати розмір і групуватися у визначені користувачем категорії. Ліва колонка відображає вертикальний список, який містить часто використовувані застосунки, та посилання на меню «Всі застосунки», Провідник, Налаштування та опції живлення. Деякі з цих посилань і додаткові посилання на такі папки, як Завантаження, Зображення та Музика, можуть додаватися через сторінку Налаштувань «Виберіть, які папки з'являться в Пуск». Меню «Пуск» може змінювати розмір або розміщуватися на повноекранному дисплеї, що нагадує екран «Пуск» Windows 8/8.1 (хоча прокручуваний вертикально, а не горизонтально). Меню «Пуск» також входить до цього стану при увімкненому «Режимі планшету».
Станом на збірку 10586, ліва панель меню «Пуск» рекламує «запропоновані» застосунки Магазину Windows; користувачі можуть відмовитися від цих пропозицій.
Оновлення KB3033055 до Windows RT 8.1 додає варіант меню «Пуск» Windows 10, який візуально ближчий до дизайну, що використовувався в ранніх бета-збірках Windows 10. Він дозволяє застосункам прикріплюватися до верху лівої колонки, з нещодавно використовуваними застосунками, переліченими нижче (дуже схоже на 7), та, як із 10, дозволяє плиткам прикріплюватися до правої колонки.

### Кнопка «Пуск»
Меню «Пуск» може бути запущене або натисканням ⊞ Win (клавіші Windows) на клавіатурі чи її еквіваленті на планшетному пристрої, натисканням Ctrl+Esc на клавіатурі, чи натисканням візуальної кнопки «Пуск». За винятком Windows 8 і Windows Server 2012, кнопку «Пуск» можна знайти на Панелі завдань. На версіях до Windows Vista кнопка «Пуск» складається зі слова «Пуск» і логотипу Windows (слово «Пуск» локалізоване для кожної різної мовної версії системи, наприклад, італ. Avvio[джерело?]). На стільниці Windows Vista та Windows 7 слово «Пуск» було замінене синім «сферичним» логотипом Windows. Проте, користувач може повернутися до відображення слова «Пуск» і логотипу Windows встановленням теми у Windows Класична. Кнопка «Пуск» на Windows Server 2012 та Windows 8 спочатку переїхала з традиційної Панелі завдань до «принад» — прихованої другорядної Панелі завдань, розташованої праворуч на екрані (доступної проведенням пальця справа на мультитач-пристроях або позиціюванням миші в один із правих кутів екрану та ковзанням вгору чи вниз). Екран «Пуск» доступний або цієї кнопкою, або натисканням нижнього лівого кута екрану. Windows 8.1 та Windows Server 2012 R2 повернули кнопку до її початкового місця без вилучення нової кнопки з принад.
Натискання правою кнопкою миші на кнопці «Пуск» викликає контекстне меню. Це меню у Windows 8 і Windows Server 2012 називається меню Швидких посилань і надає доступ до кількох часто використовуваних функцій Windows, як-от доступ до стільниці чи Провідника.

### Розташування на диску
Користувачі можуть додати записи меню «Пуск» створенням папок і ярликів у пов'язаній папці «Start Menu», розташованій на операційному носії операційної системи. Вони з'являється в окремому розділі нагорі меню «Пуск» або, якщо поміщені до підпапки «Programs», у меню «Програми». Розташування цієї папки, однак, залежить від установленої операційної системи:
- У Windows 9x ця папка розташована або в «%windir%\Start Menu», або, якщо є кілька користувачів, у шляху «%windir%\Profiles\[username]\Start Menu», де [username] — ім'я облікового запису користувача.
- У Windows NT 4.0 папка розташована у «%systemroot%\Profiles\%username%\Start Menu» для окремих користувачів або «%systemroot%\Profiles\All Users\Start Menu» для спільних ярликів. Однією характерною рисою Windows NT 4.0 є те, що меню «Пуск» розділяє ярлики для-користувача від спільних ярликів як роздільною лінією, так і використанням різних піктограм для папок програм у користувацьких і спільних меню[20][21]
- У Windows 2000, Windows XP та Windows Server 2003 папка розташована в «%userprofile%\Start Menu» для окремих користувачів або «%allusersprofile%\Start Menu» для спільних ярликів.
- У Windows Vista, Windows Server 2008, Windows 7, Windows Server 2008 R2, Windows Server 2012, Windows 8 та Windows 10 папка розташована в «%appdata%\Microsoft\Windows\Start Menu» для окремих користувачів або «%programdata%\Microsoft\Windows\Start Menu» для спільних частин меню.

У Windows Server 2003 і більш ранніх папка «Start Menu» мала різні імена на неангломовних версіях Windows. Наприклад, у німецьких версіях Windows XP це «Startmenü». Інсталятори Windows загалом використовують Windows API для з'ясування дійсних імен і розташувань папок меню «Пуск» і Стільниці. Проте, починаючи з Windows Vista, всі версії Windows використовують однакові англомовні назви папок, і лише відображають різні назви у Провіднику Windows.

### Твіки
Tweak UI, непідтримувана утиліта від Microsoft, пропонує додаткові налаштування, включно зі прискоренням часу відгуку меню «Пуск», анімацією вікон та іншими хаками. У Windows XP та Windows Vista можливо запобігти появі певних програм у списку нещодавніх (ліва панель меню «Пуск») модифікацією реєстру Windows.

## Відкриті операційні системи
Багато середовищ стільниці для відкритих операційних систем забезпечують меню, подібне до меню «Пуск»:
- Cinnamon
- FVWM95(інші мови)
- GNOME
- IceWM
- JWM
- KDE
- Lumina[25]
- LXDE
- MATE
- Qvwm[en]
- ReactOS
- Unity
- Xfce

|                              |
| mintMenu Linux Mint Cinnamon |

|                   |
| Меню «Пуск» IceWM |

|                                         |
| Kickoff Application Launcher у KDE SC 4 |

|                        |
| Kickoff у KDE Plasma 5 |

|                    |
| Меню «Пуск» у LXDE |

|                                          |
| Стільниця Unity 5.12 Dash в Ubuntu 12.04 |

|                       |
| Меню «Пуск» у ReactOS |

|                                  |
| Розріз застосунків у GNOME Shell |